# Identična funkcija
Idéntična fúnkcija (tudi idéntična preslikáva ali idéntična transformácija, kratko tudi identitéta) je matematična funkcija, ki preslika vsak element sam vase, tj. funkcija z enačbo: {\displaystyle f(x)=x}.
Identično funkcijo se po navadi označi {\displaystyle f_{id}} ali tudi samo {\displaystyle {id}}, v teoriji linearnih operatorjev pa tudi {\displaystyle I}.
Identična funkcija je nevtralni element za kompozitum funkcij:
{\displaystyle f\circ id=f}
{\displaystyle {id\circ f}=f}